# Черницын, Николай Николаевич
Никола́й Никола́евич Черни́цын (20 ноября [2 декабря] 1883, Сарапульский уезд, Вятская губерния — 1 [14] марта 1917, Горловка, Екатеринославская губерния) — русский горный инженер, один из основателей горноспасательного дела, учёный, основоположник нового научного направления — исследования связи метана с углём и геологии метана.

## Биография
Родился 20 ноября 1883 года в селе Тойкино Сарапульского уезда Вятской губернии в семье волостного писаря.
В 1902 году Н. Н. Черницын окончил Сарапульское реальное училище и поступил в Горный институт в Санкт-Петербурге, где принял активное участие в студенческих кружках и стал лидером студенческой фракции социал-революционеров. Состоял в партии эсеров.
В январе 1908 года, за активное участие в студенческих волнениях, был арестован и административно выслан на три года в Тобольскую губернию, откуда бежал в августе 1908 года.
Н. Н. Черницын возвратился в Санкт-Петербург, где некоторое время жил на нелегальном положении. Здесь выяснилось, что по случайному стечению обстоятельств, дирекция Горного института не была осведомлена об аресте и высылке студента Черницына. Это позволило ему возобновить посещение занятий. В 1910 году Н. Н. Черницын с отличием окончил полный курс Горного института и получил диплом горного инженера.

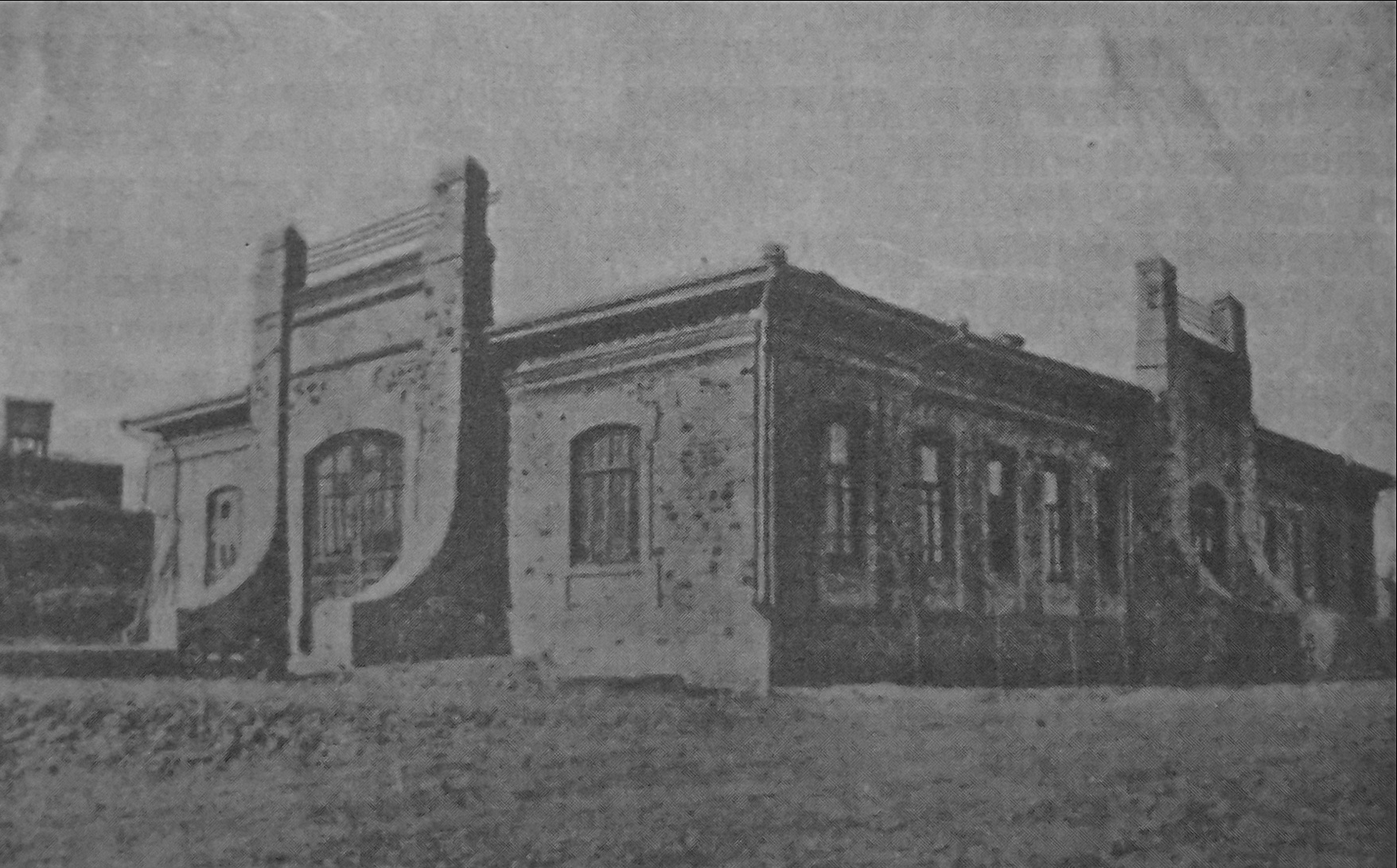
Здание Центральной спасательной станции, 1928

В 1902 году на XXVII съезде горнопромышленников юга России впервые официально был поднят вопрос о создании в Донбассе горноспасательной станции. По решению XXXII съезда горнопромышленников юга России в Макеевке с ноября 1907 года начала функционировать, первая в России, Центральная спасательная станция. Её первым руководителем был И. И. Федорович, а с 1908 года — Д. Г. Левицкий.
По окончании Горного института Черницын приехал в Донбасс, где в январе 1911 года получил должность вентиляционного инженера на Макарьевском руднике Екатеринославского горнопромышленного общества Области Войска Донского (земли к востоку от реки Кальмиус). За девять месяцев рудничной службы проявил себя деловым, исполнительным и вдумчивым инженером. В конце 1911 года получил приглашение Совета Съезда горнопромышленников юга России занять пост помощника заведующего первой в России Центральной спасательной станции в Макеевке.

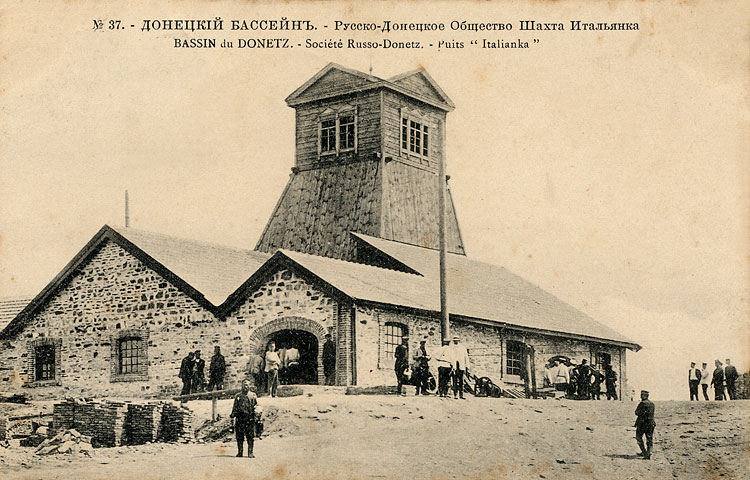
Шахта «Итальянка» Русско-Донецкого общества, нач. XX века

В начале 1912 года он приступил к исполнению своих обязанностей и уже 1 марта принял участие в спасательных работах после взрыва метана в шахте «Итальянка» (ныне шахта «Октябрьская», г. Макеевка), при котором погибли 56 и тяжело пострадали 14 шахтёров. Н. Н. Черницын лично участвовал в спасении шахтёров. За проявленное мужество и самоотверженность был награждён императорской золотой медалью «За спасение погибавших» на Владимирской ленте.

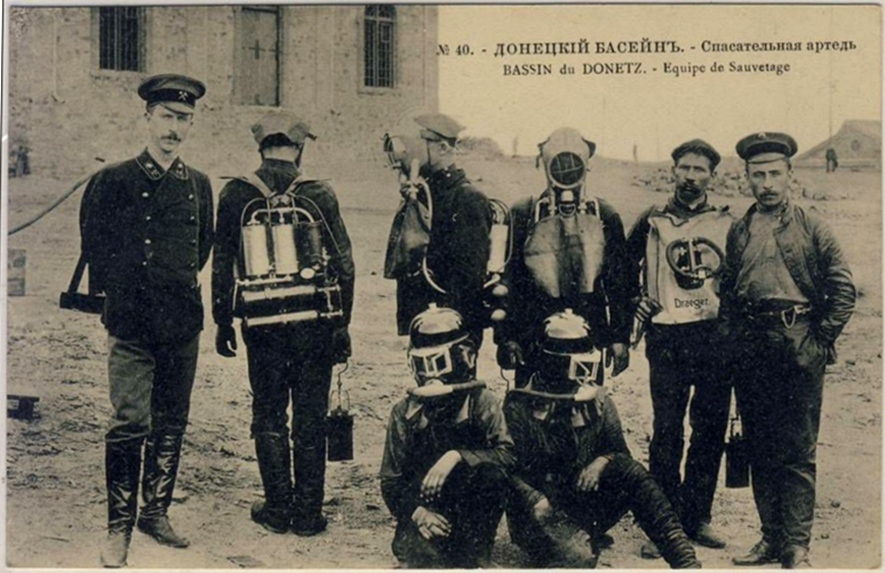
Тренировка горноспасателей (Донбасс), нач. XX века

В 1913 году в Департаменте полиции выяснился побег Н. Н. Черницына из тобольской ссылки. За этим последовало распоряжение о его аресте и повторной высылке в Тобольскую губернию. В августе 1913 года Н. Н. Черницын был арестован в здании Центральной спасательной станции, и только благодаря энергичному вмешательству руководства Совета Съезда горнопромышленников юга России его удалось вернуть из ростовской пересыльной тюрьмы.

Выезд горноспасателей на аварию (Макеевка), 1908

В 1916 году Н. Н. Черницын возглавил Центральную спасательную станцию. В это время он провёл обширные научные исследования свойств и условий выделения рудничного газа, пылеобразования и отложений пыли в горных выработках, взрывоопасности угольной пыли, заложив тем самым основы науки о безопасности труда в горной промышленности. Впервые в мире при дегазации каменных углей Н. Н. Черницын применил вакуум, установил факт поглощения кислорода и азота воздуха метаноносными угольными пластами.
С 1912 по 1917 год Черницыным было написано более 25 научных статей: «Условия взрываемости каменноугольной пыли», «О нижнем пределе взрываемости метана», «Попытка объяснения процесса выделения газа в рудниках», «Новый способ определения газоносности пластов» и другие.

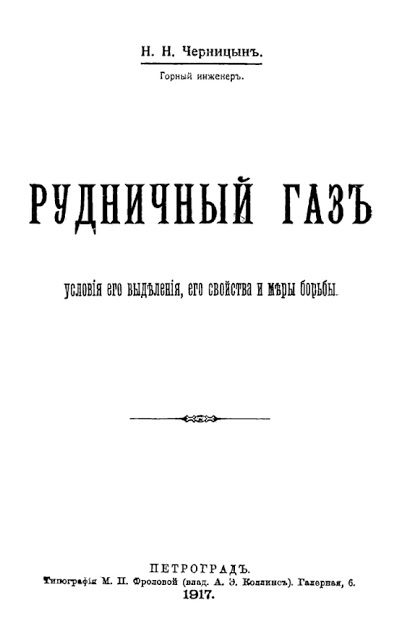
«Рудничный газ. Условия его выделения, его свойства и меры борьбы», Санкт-Петербург, 1917.

Создал первую в России испытательную станцию по исследованию взрывчатых свойств угольной пыли и борьбе с газом в шахтах.
В 1917 году, за несколько дней до гибели Черницына, в Петрограде вышла из печати его книга «Рудничный газ. Условия его выделения, его свойства и меры борьбы». Черницыным был разработан первый спасательный аппарат системы Дрегера, который был изготовлен на Центральной спасательной станции. Черницын готовился защитить диссертацию, отправил в Петроград профессору Горного института А. А. Скочинскому экземпляр своей последней книги с просьбой сообщить его мнение о возможности представления её в качестве диссертации.
Погиб 1 марта 1917 года в Горловке во время спасения людей после взрыва метана и угольной пыли в Корсуньской копи № 1 (впоследствии — шахта Кочегарка).
Был похоронен на кладбище погибших шахтёров, располагавшемся в городском парке г. Макеевки, впоследствии названном «Пионерским». Захоронение до наших дней не сохранилось.

## Обстоятельства гибели

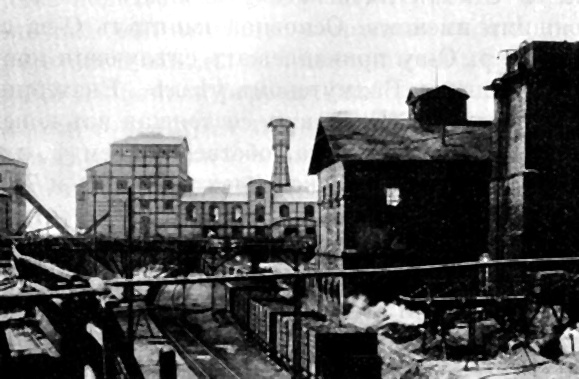
Косуньская копь № 1, 1912

27 февраля 1917 года в Горловке в Корсуньской копи № 1 (впоследствии — шахта Кочегарка) в 14:15 в молотковой лаве пласта Толстый горизонта 270 саженей (533 м) произошёл взрыв метана и угольной пыли.
На момент аварии в шахте не работал большой электрический вентилятор и горные выработки проветривались запасным паровым вентилятором, не способным обеспечить шахту необходимым количеством воздуха. Источником взрыва, предположительно, стало пламя шахтерской лампы с разбитым стеклом. Первый взрыв привёл к возникновению подземного пожара и воспламенению скапливающегося метана, что повлекло за собой серию новых взрывов. Всего за 4 часа произошло 8 взрывов метана.

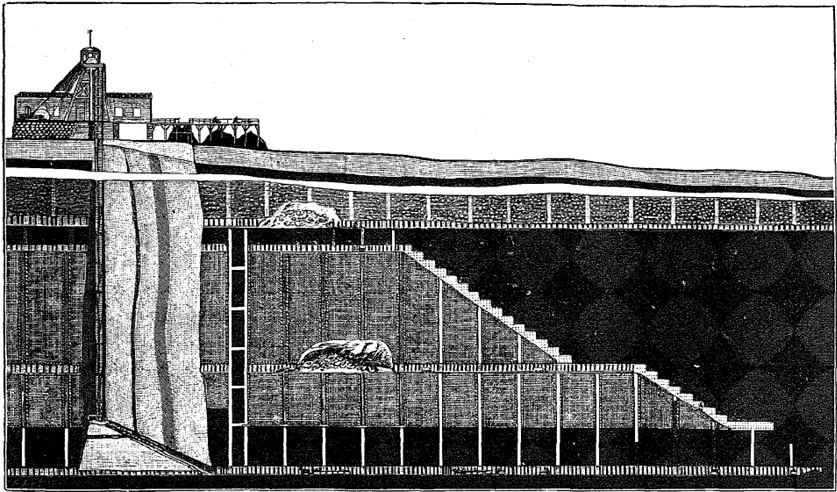
Потолкоуступная разработка каменного угля в Корсуньском руднике № 1, 1895

Как выяснилось позднее, в результате уже первого взрыва погибли все забойщики в уступах лавы. Не обладая этой информацией, сразу же после него, для спасения людей, в шахту спустились заведующий, его помощник и старший десятник, которые попали под второй взрыв метана. Им на помощь поспешили главный инженер, старший штейгер и несколько десятников. Они попали под третий и четвёртый взрывы. После чего были вызваны спасательные команды с окружающих рудников и Центральной спасательной станции.
Непригодное для дыхания состояние воздуха в шахте говорило о том, что выживших не могло остаться, следовало изолировать аварийную зону вентиляционными перемычками. Однако заведующий Центральной спасательной станции Черницын предположил, что несколько застигнутых аварией шахтёров могли укрыться в одной из тупиковых выработок. Для их спасения были сформированы команды из числа спасателей Макеевской Центральной спасательной станции, а также Нелеповского, Прохоровского и Софиевского рудников. Черницын разработал план, руководил ходом спасательных работ, принимал в них личное участие как горноспасатель. Сам дважды ходил с командой в загазованные выработки.
Во время второго спуска спасателей в шахту, при движении по загазованным выработкам заведующий спасательной командой Прохоровского рудника К. Е. Левкоев почувствовал себя плохо, повернул назад, оступился, выронил изо рта мундштук респиратора и задохнулся ядовитыми газами. Его гибель деморализовала прохоровских и нелеповских спасателей и они почти не принимали участия в дальнейших действиях.
Во время следующего обследования выработок, примерно таким же образом погибли инструктор И. Д. Петренко и Л. А. Холостов, помощник Черницына. Обессилевшая команда Центральной спасательной станции во главе с Черницыным в третий раз отправилась в загазованные выработки, чтобы извлечь их тела. Третья попытка стала роковой —Черницын погиб 1 марта 1917 года от отравления угарным газом. Вместе с ним погиб рабочий шахты И. М. Прудников.
Через несколько дней, несмотря на строгий запрет спуска в шахту (на участке были повторные взрывы), инструктор Центральной спасательной станции М. А. Сошников всё-таки извлёк тело Черницына. Тела И. Д. Петренко, Л. А. Холостова и ещё 18 шахтеров извлечь не удалось, поскольку они находились на изолированном от пожара участке. Их достали лишь в 1923 году и похоронили в Горловке. Планировалось со временем перезахоронить их рядом с Н. Н. Черницыным и соорудить над ними общий памятник или часовню. На эти цели был начат сбор пожертвований. В общей сложности было собрано около 2000 рублей. Однако реализации этих планов помешали события Октябрьской революции 1917 года и Гражданской войны.
В городе Горловке маркшейдеры вывели на поверхности точку над тем местом, где погибли Черницын и его товарищи. Позднее там была построена горноспасательная станция его имени. Сейчас на этом месте находится канатоиспытательная станция.
В результате этой аварии погибли 28 горняков.
При проведении спасательных работ геройски погибли 5 горноспасателей, включая Черницына.

## Семья
Флитвуд, Мария Григорьевна — гражданская жена, баронесса, подданная Швеции.
Елена — приёмная дочь, от первого брака Флитвуд. Виктор — приёмный сын, от первого брака Флитвуд. Ирина — дочь.

## Память
В Макеевке, недалеко от сохранившегося здания Центральной спасательной станции (ныне музей МакНИИ), установлен памятник первым горноспасателям Донбасса, погибшим при ликвидации аварий. Последние 10 фамилий — администрация шахты, штейгеры, десятники и горноспасатели, погибшие в аварии на Корсунськой копи № 1.
В 1974 году на здании бывшей Центральной спасательной станции установлена мемориальная доска в память о Черницыне.
Именем Черницына названа улица в г. Горловка Донецкой области.
Жизни и деятельности Черницына посвящена документальная повесть В. Е. Мухина.[какая?]

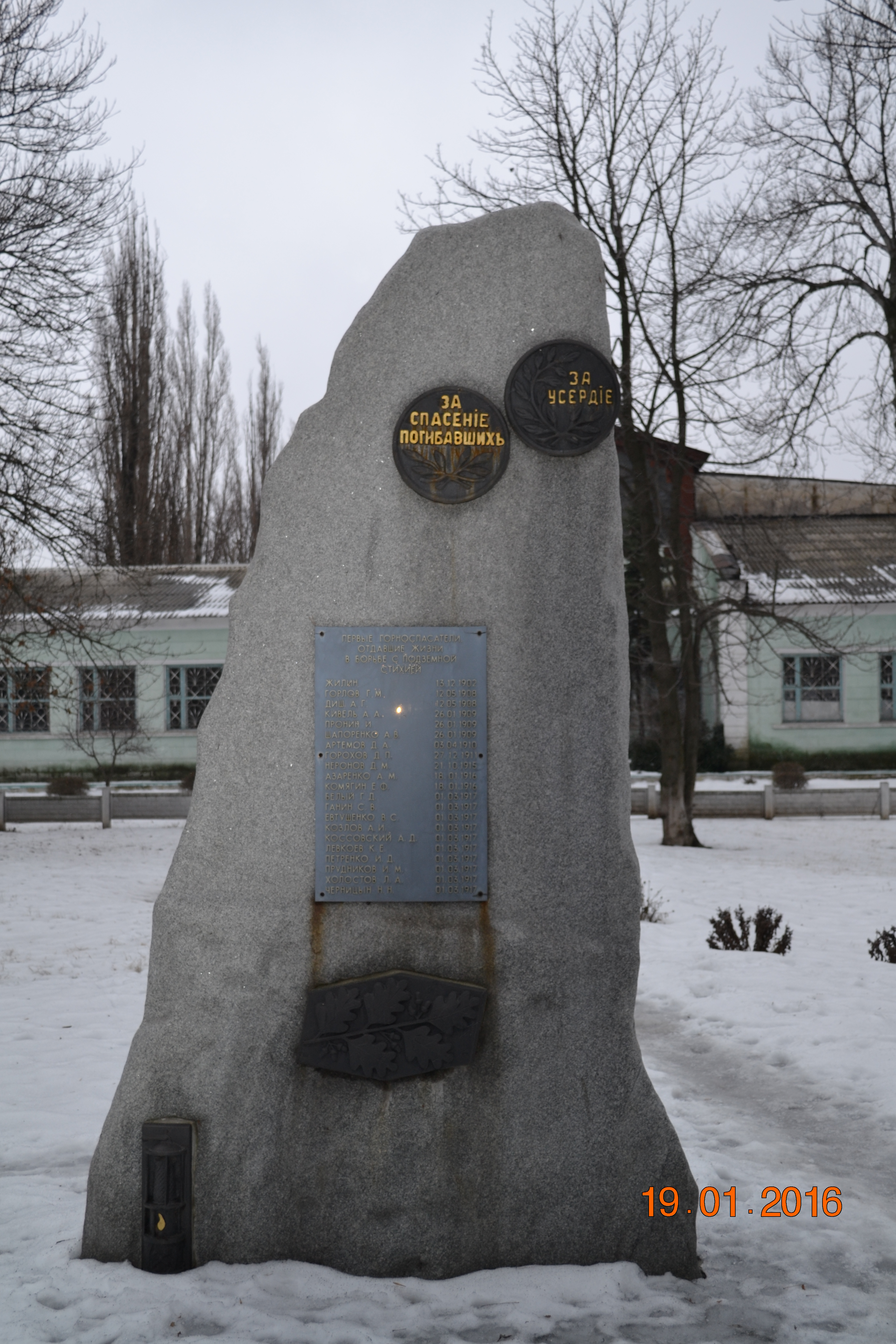
Памятник первым горноспасателям Донбасса, установленный в МакНИИ, 2016
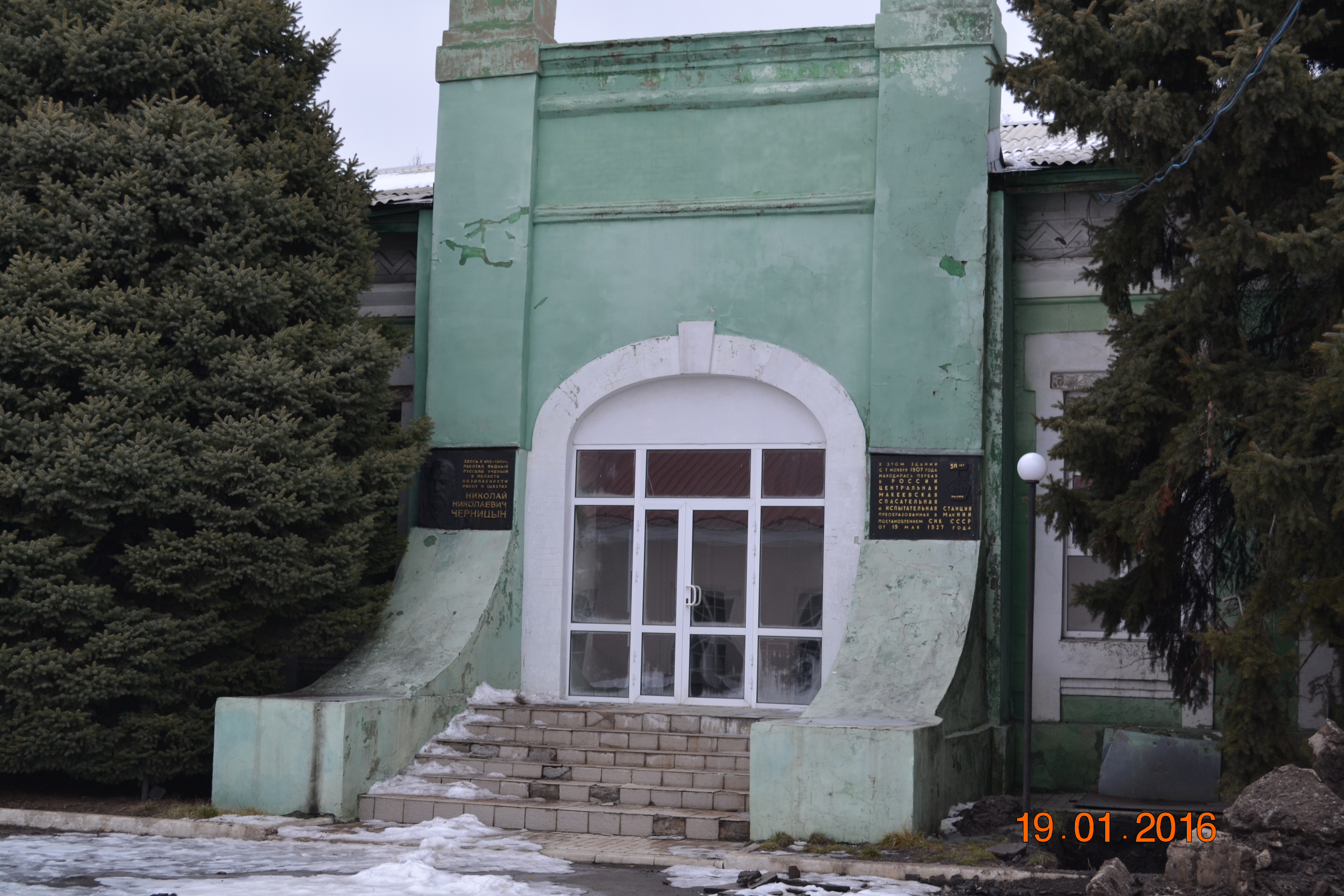
Здание Центральной спасательной станции (МакНИИ), 2016
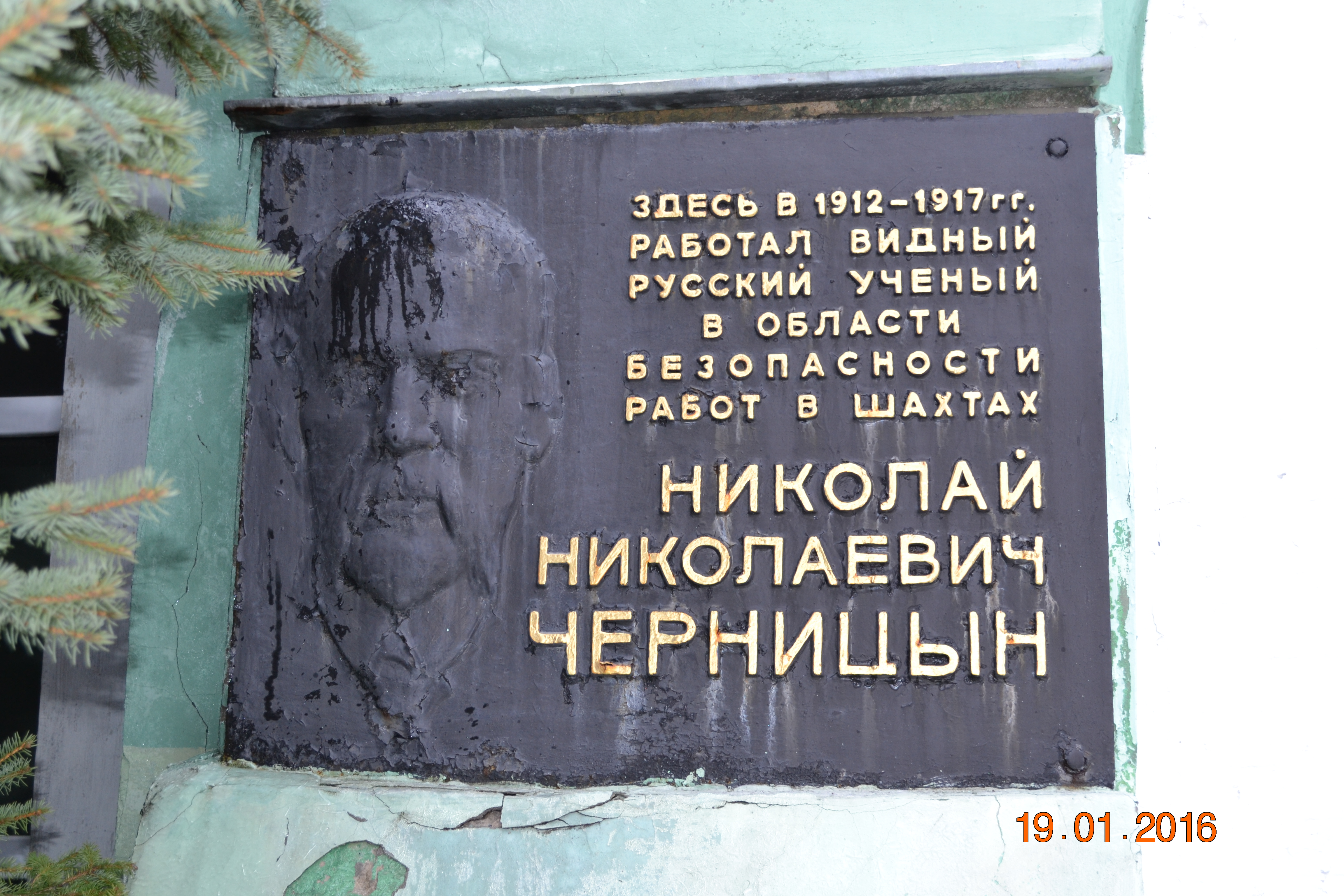
Мемориальная доска Н. Н. Черницыну на здании бывшей Центральной спасательной станции, 2016